# Karmrawan
Karmrawan – wieś w Armenii, w prowincji Szirak. W 2011 roku liczyła 217 mieszkańców.